# L'amore ha due facce
L'amore ha due facce (The Mirror Has Two Faces) è un film del 1996 diretto da Barbra Streisand.
La sceneggiatura di Richard LaGravenese si basa vagamente sul film francese Lo specchio a due facce del 1958 con la sceneggiatura di André Cayatte e Gérard Oury.

## Trama
Dopo l'ennesima delusione amorosa, il mite professore universitario Gregory Larkin scende alla conclusione che l’attrazione sessuale e la passione sono gli elementi che rovinano in ogni caso le relazioni romantiche, perciò decide di cercare con un annuncio una donna interessata soltanto all'amicizia. In tal modo, tra le richieste che gli giungono, sceglie di contattare un'insegnante della Columbia University, quindi sua collega, non più giovanissima, Rose Morgan.
Rose è una docente rispettata, appassionata del proprio lavoro, da sempre convinta di non essere fisicamente attraente, anche per il costante confronto con la bellissima sorella e l’altrettanto affascinante madre. Infatti, benché affascinata dall’amore romantico descritto nei libri e non ancora totalmente arresasi all’idea di ottenerlo, rifiuta ogni volta le proposte di appuntamento di un vecchio amico, Barry e non cerca in nessun modo di cambiare la propria routine quotidiana, fatta di scomoda convivenza con la madre e piccoli rituali abitudinari, quali quello di nascondere merendine in ogni cassetto della casa. È la sorella, infatti, a rispondere all’annuncio di Gregory Larkin per suo conto, ed è lei che risponde al telefono quando Gregory decide che Rose è la donna che fa per lui - per la profonda amicizia che serba in mente.
Gregory decide di assistere a una delle lezioni di Rose, curioso di vedere come si presenti la donna. Rimane affascinato dalla lezione: gli studenti partecipano vivacemente, l’aula è gremita, tutto il contrario delle lezioni tenute da questi, da cui gli studenti fuggono per la noia. Rose, a lezione, affronta un argomento che interessa particolarmente l’uomo: l’amore cortese, il legame di anime che in una determinata letteratura era considerato superiore a quello canonicamente romantico; la possibilità di un amore senza l’aspetto passionale è esattamente ciò che Greg cerca. Decide di chiamare la donna, invitandola a cena con la scusa di discutere sulla lezione cui ha partecipato. Dopo alcuni appuntamenti senza alcun contatto fisico ma lunghe, interessanti conversazioni, Gregory decide di rivelare l’idea che lo ha portato a uscire con Rose: legarsi a una persona profondamente eliminando l’aspetto romantico, per evitare sofferenze e complicazioni e intrattenere un legame sincero.
Rose è affascinata dall’amore romantico e dalla passione, ma lusingata del fatto di essere stata scelta da Gregory — e guidata anche a un sentimento nei confronti dell’uomo — decide di accettare una relazione bianca, pensando di poter fare a meno dell’”altra faccia” dell’amore.
La donna accetta, addirittura, la singolare proposta di matrimonio di Gregory, basata sulla pura convivenza e l’amicizia, sopportando le critiche della madre e della bella sorella — sposata con un uomo, Alex cui Rose è innamorata da anni, ma da cui è stata, tempo addietro, rifiutata. Anche Gregory viene numerose volte criticato dall’amico Henry, professore di Antropologia.
Rose, se inizialmente è soddisfatta della relazione, si accorge, con il tempo, di volere qualcosa di più: l’altra faccia dell’amore, quella passionale e romantica. Chiede, quindi, al marito di consumare, finalmente, il matrimonio. Tuttavia, arrivati alla sera, il marito si tira indietro e rifiuta la donna, che ne rimane totalmente mortificata e interpreta l’accaduto come il riconoscimento oggettivo di una sua totale mancanza di fascino. Decide di tornare per la notte a casa della madre, in attesa che l’uomo parta per l’Europa per una serie di conferenze che separano i coniugi per alcuni mesi.
L’uomo è tormentato dalla divisione avvenuta così precipitosamente e cerca di mettersi in contatto in ogni modo con lei, ma senza risultati. Nel frattempo Rose, spinta dalla mortificazione e un senso di rivalsa, realizzando di essersi auto-convinta per tutta la vita di non avere alcuna qualità estetica, decide improvvisamente di cambiare il proprio aspetto, sottoponendosi ad un duro allenamento e alla dieta, cambiando colore di capelli e rivoluzionandosi il guardaroba — anche se la differenza sostanziale consiste, in realtà, nel nuovo atteggiamento che acquisisce la donna, sicuro di sé, riconoscendo il proprio valore. Riesce a conquistare involontariamente anche il cognato, Alex, che è stato lasciato dalla sorella, realizzando, però, che quest’ultimo non è abbastanza per lei - nonostante avesse sempre creduto il contrario.
Tornato in America, Gregory rimane scioccato dal radicale cambiamento di quella che è ancora sua moglie. Rose, però, decide a questo punto di lasciarlo, di spezzare il matrimonio, perché, anche grazie al rifiuto che ha subito l’ultima volta che ha visto il marito, ha capito di volere l’amore per intero, in tutta la follia e il caos che esso comporta.
Gregory a questo punto fa tutto per riconquistare il cuore di Rose – anche se fa fatica a riconoscerla – avendo compreso che «l'amore ha due facce» inevitabilmente e che lui ama e ha sempre amato ogni aspetto di Rose, dal punto di vista passionale così come quello sentimentale. Anche quest'ultima confessa di non avere mai smesso di amarlo e i due, ormai riconciliati, si baciano.

## Riconoscimenti
- Golden Globe 1997: miglior attrice non protagonista (Lauren Bacall)
- Screen Actors Guild Awards 1996: miglior attrice non protagonista (Lauren Bacall)